# 1440 Ростія
1440 Ростія (1440 Rostia) — астероїд головного поясу, відкритий 11 жовтня 1937 року.
Тіссеранів параметр щодо Юпітера — 3,177.